# 背景场方法
在量子场论中，背景场方法是通过将场系统中一些量子场写成经典场（称为背景场）和量子场的叠加，从而计算原来的量子场的有效作用量的方法。由于该方法能给出保持规范对称性的结果，它常被用于规范场的量子化。

## 原理
量子场的格林函数可以由其生成泛函{\displaystyle Z[J]}对外源{\displaystyle J}的泛函微商给出：
{\displaystyle Z[J]=\int {\mathcal {D}}\phi \exp \left(\mathrm {i} \int \mathrm {d} ^{d}x({\mathcal {L}}[\phi (x)]+J^{a}(x)\phi ^{a}(x))\right)}
连通格林函数的生成泛函{\displaystyle W[J]}为：
{\displaystyle W[J]=-{\mathcal {i}}\ln(Z[J])}
有效作用量{\displaystyle \Gamma [\phi ]}为{\displaystyle W[J]}的勒让德变换：
{\displaystyle \Gamma [\phi ]=W[J]-\int \mathrm {d} ^{d}xJ^{a}(x)\phi ^{a}(x)}，其中{\displaystyle J}由方程{\displaystyle \phi ={\frac {\delta W[J]}{\delta J}}}决定。{\displaystyle \Gamma [\phi ]}也是单粒子不可约格林函数的生成泛函。
如果将{\displaystyle \phi }写成经典场{\displaystyle B}（称为背景场）和量子场{\displaystyle \eta }的叠加：
{\displaystyle \phi (x)=B(x)+\eta (x)}.
则同样可以定义背景场存在下量子场{\displaystyle \eta }的生成泛函{\displaystyle Z[J,B]}，{\displaystyle W[J,B]}和有效作用量{\displaystyle \Gamma [\eta ,B]}：
{\displaystyle Z[J,B]=\int {\mathcal {D}}\eta \exp \left(\mathrm {i} \int \mathrm {d} ^{d}x({\mathcal {L}}[\eta (x)+B(x)]+J^{a}(x)\eta ^{a}(x))\right)}
{\displaystyle W[J,B]=-{\mathcal {i}}\ln(Z[J,B])}
{\displaystyle \Gamma [\eta ,B]=W[J,B]-\int \mathrm {d} ^{d}xJ^{a}(x)\eta ^{a}(x)}，{\displaystyle \eta ^{a}={\frac {\delta W[J,B]}{\delta J^{a}}}}
对{\displaystyle Z[J,B]}的路径积分表达式作{\displaystyle \eta \to \phi -B}的变量代换，可以证明：
{\displaystyle \Gamma [\eta ,B]=\Gamma [\phi ]_{\phi =\eta +B}}，特别地，{\displaystyle \Gamma [0,B]=\Gamma [\phi ]_{\phi =B}}
因此，为计算量子场{\displaystyle \phi }的有效作用量{\displaystyle \Gamma [\phi ]}，只需计算{\displaystyle \Gamma [0,B]=\Gamma [\phi ]_{B=\phi }}，此方法即为背景场方法。实际计算通常会使用微扰方法：将作用量{\displaystyle S[\eta +B]}中{\displaystyle \eta }的二次项当作无扰的作用量，用以构建{\displaystyle \eta }场的传播子，包含{\displaystyle \eta }更高阶次的项则视为相互作用项，并以微扰展开的方法处理。在这种处理下，{\displaystyle \Gamma [0,B]}是背景场存在时，所有单粒子不可约的真空图的贡献之和。量子场只出现在这些图的内线中，而背景场只出现在这些图的外线中。进行重整化时，背景场的场强需要重整化，但量子场的场强不需要重整化。

## 应用
背景场方法常被用于规范场的量子化。描述规范场论时，通常会从一个规范对称的作用量出发。然而为了量子化规范场，需要向作用量中引入规范固定项（对于非阿贝尔规范场还需引入鬼场），如下所示：
{\displaystyle Z[J]=\int {\mathcal {D}}{\mathcal {A}}\times \det[{\frac {\delta {\mathcal {G}}^{a}}{\delta \theta ^{b}}}]\times \exp \left(\mathrm {i} \int \mathrm {d} ^{d}x({\mathcal {L}}[{\mathcal {A}}(x)]-{\frac {1}{2\xi }}({\mathcal {G}}^{a}({\mathcal {A}}(x)))^{2}+J_{\mu }^{a}(x){\mathcal {A}}^{a\mu }(x))\right)}
其中{\displaystyle {\mathcal {A}}_{\mu }^{a}}是规范场，{\displaystyle {\mathcal {G}}^{a}({\mathcal {A}})}是引入的规范固定项，{\displaystyle \theta }是规范群的参数。
规范固定后的作用量失去了原有的规范对称性。选取特定的规范并不会对可观测量的计算带来影响，这些量仍然具有规范对称性。但是不可观测的量，如格林函数、有效作用量以及重整化时引入的抵消项，通常不再具有规范对称性。
如果使用背景场方法，在规范场上叠加一个经典场{\displaystyle {\mathcal {B}}_{\mu }^{a}}，并选取如下的规范固定项（这种规范也被称为背景场规范）：
{\displaystyle Z[J,{\mathcal {B}}]=\int {\mathcal {D}}{\mathcal {A}}\times \det[{\frac {\delta {\mathcal {G}}^{a}}{\delta \theta ^{b}}}]\times \exp \left(\mathrm {i} \int \mathrm {d} ^{d}x({\mathcal {L}}[{\mathcal {A}}(x)+{\mathcal {B}}(x)]-{\frac {1}{2\xi }}({\mathcal {G}}^{a}({\mathcal {A}}(x)))^{2}+J_{\mu }^{a}(x){\mathcal {A}}^{a\mu }(x))\right)}
{\displaystyle {\mathcal {G}}^{a}({\mathcal {A}})=\partial _{\mu }{\mathcal {A}}^{a\mu }+gf^{abc}{\mathcal {A}}_{b}^{\mu }{\mathcal {B}}_{c\mu }}
那么生成泛函{\displaystyle Z[J,{\mathcal {B}}]}在如下的无穷小规范变换下保持不变：
{\displaystyle {\mathcal {A}}_{\mu }^{a}\to {\mathcal {A}}_{\mu }^{a}-f^{abc}\theta ^{b}{\mathcal {A}}_{\mu }^{c}}；{\displaystyle {\mathcal {B}}_{\mu }^{a}\to {\mathcal {B}}_{\mu }^{a}+{\frac {1}{g}}\partial _{\mu }\theta ^{a}-f^{abc}\theta ^{b}{\mathcal {B}}_{\mu }^{c}}；{\displaystyle J_{\mu }^{a}\to J_{\mu }^{a}+f^{abc}\theta ^{b}J_{\mu }^{c}}
因此，有效作用量{\displaystyle \Gamma [0,{\mathcal {B}}]}具有规范对称性。由它生成的所有单粒子不可约的格林函数也都是规范不变的，并且满足瓦德恒等式（在一般的规范下，格林函数只满足更为复杂的斯拉夫诺夫－泰勒恒等式）。运用背景场方法令规范场论变得更易于理解，同时也大大简化了计算。
背景场方法也可用来处理电弱标准模型，这种情况下，除了要为规范场引入背景场，也要为希格斯场引入背景场，并将对称性破缺带来的希场真空期望值放入背景场中，以避免树图水平上规范场和希场自由度的混合（参见Rξ规范）。此外，背景场方法亦被用于处理引力和超引力相关的理论。